# Rhynchanthera apurensis
Rhynchanthera apurensis är en tvåhjärtbladig växtart som beskrevs av John Julius Wurdack. Rhynchanthera apurensis ingår i släktet Rhynchanthera och familjen Melastomataceae. Inga underarter finns listade i Catalogue of Life.